# Bahnhof Berlin-Friedenau
Der Bahnhof Berlin-Friedenau ist ein an der Berliner Wannseebahn gelegener oberirdischer Bahnhof mit einem Mittelbahnsteig und zwei Gleisen. Er wurde 1891 in seiner jetzigen Form eröffnet und besitzt einen Zugang im sogenannten „Gewächshausstil“. Bereits 1874 wurde an dieser Stelle eine erste Station eingerichtet. Im Betriebsstellenverzeichnis wird der Bahnhof als BFRU geführt.

## Lage und Name
Der Bahnhof Friedenau liegt nicht im gleichnamigen Ortsteil Friedenau, sondern in Schöneberg. Seinen Namen verdankt er der Tatsache, dass er beim seinerzeitigen Bau in erster Linie den Bewohnern und Besuchern der damals neu gegründeten Landhauskolonie Friedenau zugutekam.

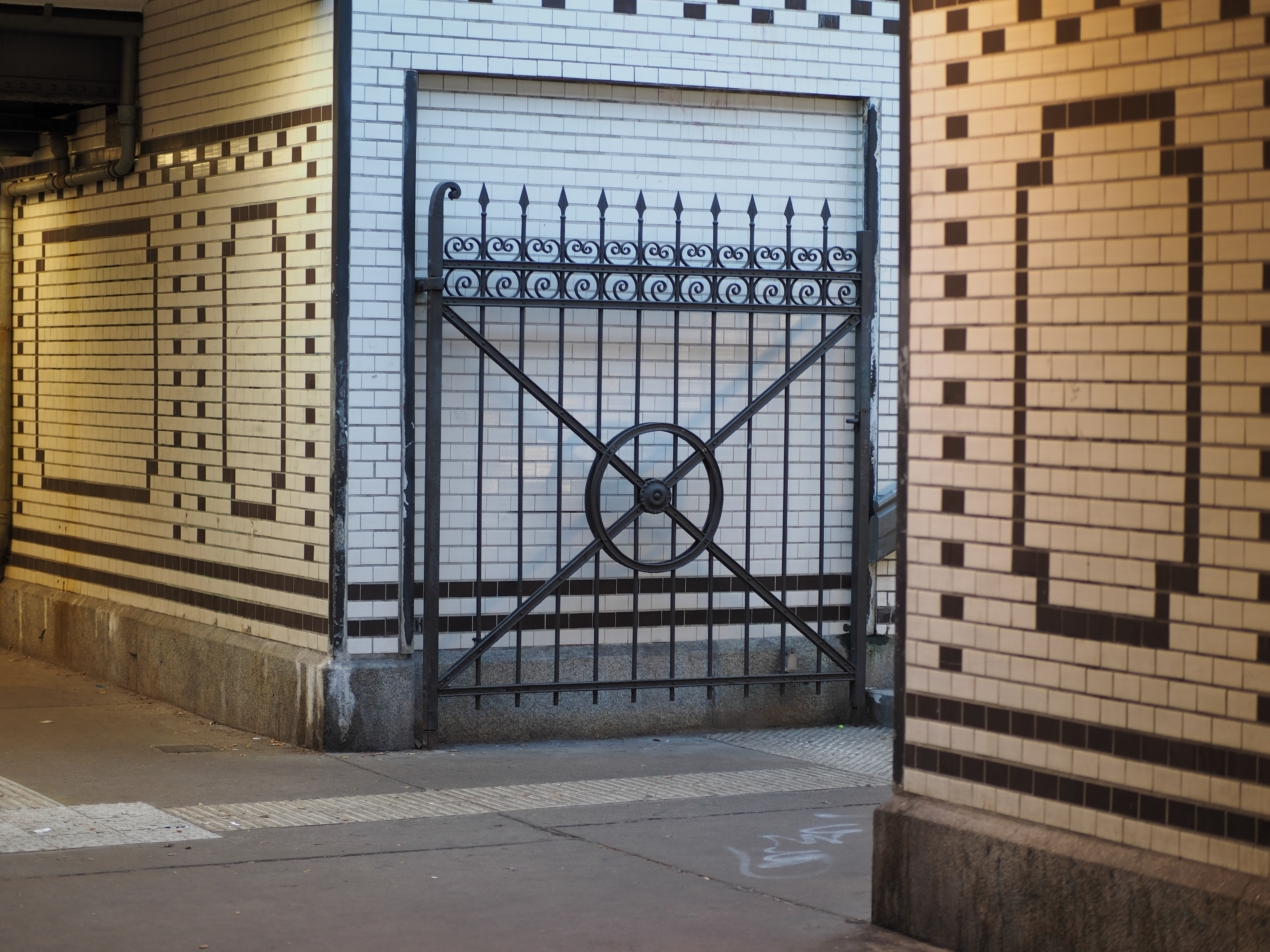
Aufgang zum Bahnsteig im S-Bahnhof Friedenau

Der Zugang zum Bahnsteig ist nur am südwestlichen Bahnsteigende über die Baumeister-/Bahnhofstraße bzw. über den Dürerplatz möglich. Ein nordöstlicher Ausgang in Richtung Rubensstraße würde das Umsteigen zur Buslinie 187 erleichtern, konnte aber bislang nicht realisiert werden. Im Rahmen des Baus der Stadtautobahn östlich der Wannseebahn (Westtangente) wurden ältere Gleisanlagen, Lagerflächen und Kleingebäude geräumt. Der Ausgang vom S-Bahnhof Friedenau zum Dürerplatz wird seitdem unter der Westtangente hindurchgeführt.
Seit Anfang der 2000er Jahre besitzt der Bahnhof Friedenau einen Personenaufzug vom Bahnsteig zum Bahnsteigtunnel. Mobilitätseingeschränkte Fahrgäste können seitdem in Richtung Dürerplatz barrierefrei ein- und aussteigen. Am nordwestlichen Zugang von der Bahnhofstraße ging im April 2014 ein weiterer Aufzug in Betrieb, ursprünglich sollte dieser bereits 2004 errichtet werden.
Vom nordöstlichen Ende des Bahnsteigs blickt man linksseitig auf den trutzigen patinaüberzogenen „Atelierturm“ der denkmalgeschützten Wohnanlage der Ceciliengärten. In diesem Gebäude hatte der Maler Hans Baluschek zwischen 1929 und 1933 eine Ehrenwohnung mit Atelier.

## Geschichte
Die Stammbahn Berlin–Potsdam wurde bereits 1838 in Betrieb genommen; bis 1847 wurde die Strecke zweigleisig ausgebaut. Um die zwischen Berlin und Steglitz verkehrenden Lokalzüge der Potsdamer Bahn auch in der Nähe von Friedenau halten zu lassen, wurde hier am 1. November 1874 ein erster Bahnhof in Betrieb genommen. Hierfür stellte der Kaufmann und Grundbesitzer August Sponholz das dafür notwendige Land zur Verfügung. Um in Zeiten schlechter Straßen und Verkehrsanbindungen die in unmittelbarer Nähe gerade neu entstandene Landgemeinde Friedenau an die Wannseebahn anzuschließen, verhandelte Sponholz zusammen mit dem Gemeinnützigen Verein Friedenau mit der Direktion der Berlin-Potsdam-Magdeburger Eisenbahngesellschaft. Ab November 1874 machten anfangs 14, später 21 Züge täglich Halt am neu entstandenen Bahnhof Friedenau, für den Sponholz mit Banken und anderen Grundstücksgesellschaften 6.000 Mark (kaufkraftbereinigt in heutiger Währung: rund 54.000 Euro) zusammengetragen hatte. Damals gab es noch keine Unterführungen, Bahnsteigtunnel und hochgelegte Bahnsteige. Das Empfangsgebäude wurde im damals häufiger verwendeten „Schweizerhausstil“ auf der Westseite an der Bahnhofstraße errichtet. Es ist das einzige der Wannseebahnstationen, das bis heute in Fachwerkausführung erhalten ist.
Am 1. Oktober 1891 wurde parallel zur Stammbahn ein eigenes Gleispaar für den Nahverkehr zwischen dem Potsdamer Bahnhof und Zehlendorf eröffnet, das als Neue Wannseebahn bezeichnet wurde. Der Nahverkehr konnte somit unabhängig vom Fernverkehr betrieben werden, damit war eine dichtere Zugfolge möglich. Im Rahmen des viergleisigen Ausbaus der Stammbahn wurden die Straßenkreuzungen durch Unterführungen ersetzt (z. B. Rubensstraße, Bergstraße, Albrechtstraße, Hindenburgdamm, Drakestraße) sowie Bahnsteigtunnel angelegt. Auch der Bahnhof Friedenau wurde verlegt und umgestaltet, er lag fortan an der Neuen Wannseebahn. Dabei erhielt er einen höheren überdachten Bahnsteig, den Bahnsteigtunnel und den „Gewächshauszugang“ von der Bahnhofstraße. Das alte Empfangsgebäude verlor seine Funktion und wurde später an andere Nutzer vermietet.
Die Züge der Wannseebahn fuhren nur selten bis Potsdam, da die Verbindung über die Stadtbahn und die Wetzlarer Bahn schneller war und in Wannsee umgestiegen werden konnte. Zwischen 1900 und 1902 wurde ein elektrischer Probebetrieb auf der Strecke eingeführt. Parallel und nach dieser Zeit fuhren die Züge bis 1933 mit Dampf in den Bahnhof ein.
Ab dem 15. Mai 1933 konnte die Strecke auch im Regelverkehr der Berliner S-Bahn elektrisch befahren werden, sodass die Triebwagen der bereits zuvor beschafften Baureihe ET 165 (Wannseebahn) auf ihr eingesetzt werden konnten. In diesem Zusammenhang wurden auch gleichzeitig weitere Bahnhöfe (Schöneberg, Feuerbachstraße, Sundgauer Straße) errichtet.

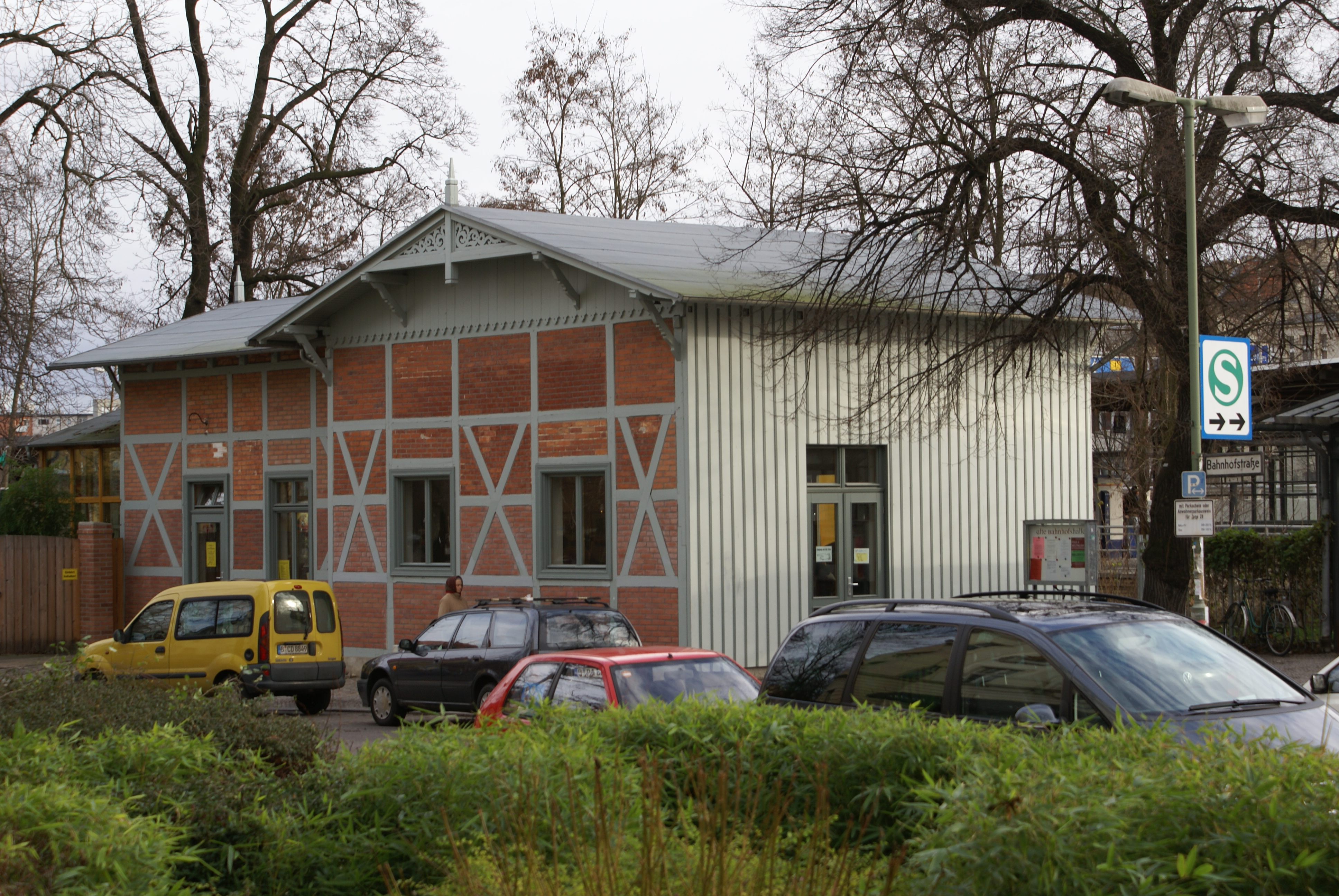
Ehemaliges Bahnhofsgebäude

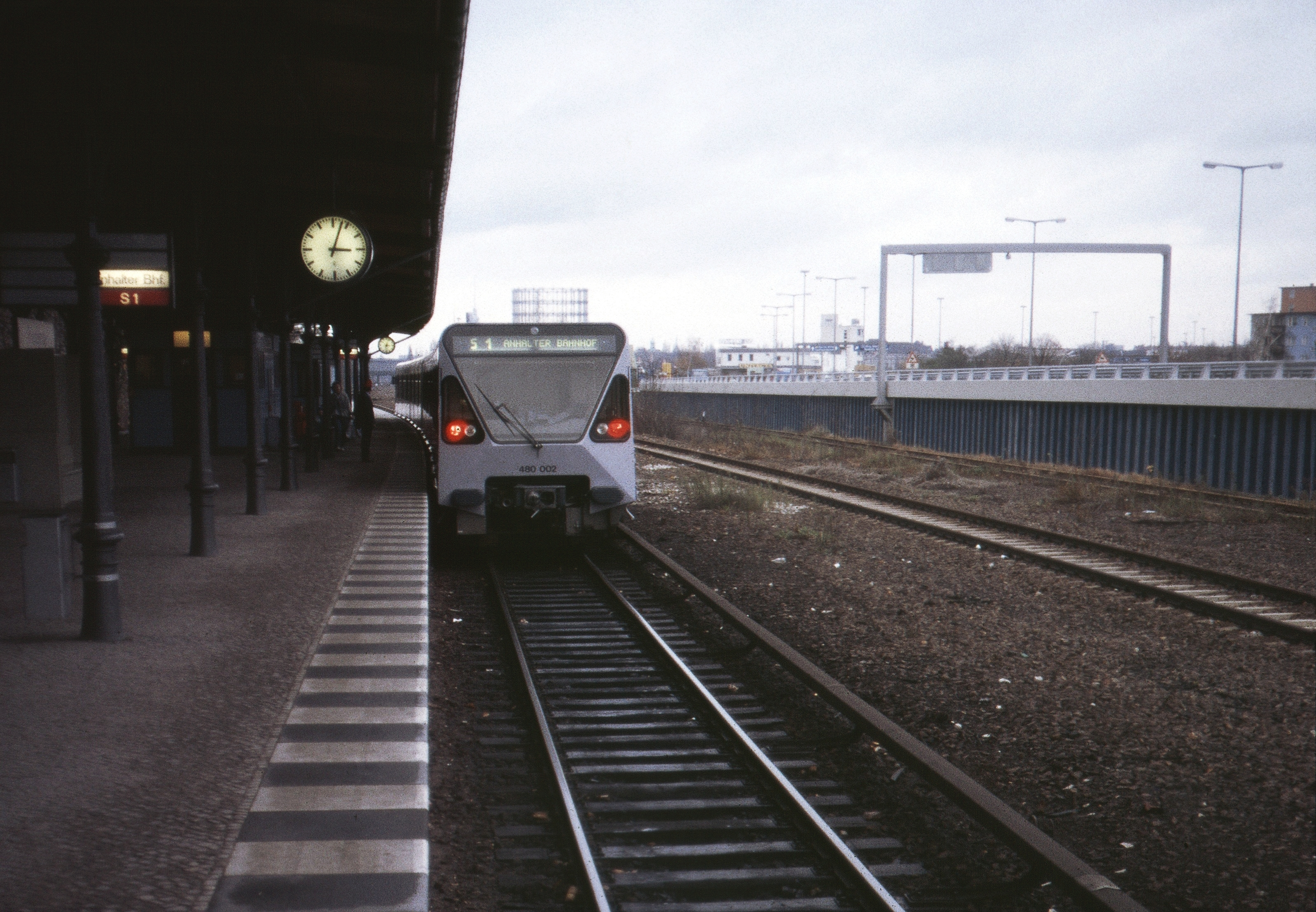
Blick Richtung Nordosten, am Bahnsteig ein Prototyp der Baureihe 480 der BVG (1987)

Nachdem 1939 der Nord-Süd-Tunnel in voller Länge fertiggestellt war, konnte man mit der S-Bahn erstmals von Wannsee über Friedenau und die Berliner Stadtmitte bis Oranienburg fahren. In den letzten Kriegstagen 1945 wurde der Nord-Süd-Tunnel durch Sprengungen unter dem Landwehrkanal und unter der Spree geflutet. Bis zur vollständigen Wiederherstellung der Tunnelstrecke mussten die Züge der Wannseebahn zunächst bis zum Sommer 1946 wieder im oberirdischen Potsdamer Bahnhof, dann im unterirdischen Anhalter Bahnhof wenden. Erst ab November 1947 konnten sie wieder bis Oranienburg durchfahren. Diese Verbindung musste allerdings infolge des Mauerbaus 1961 bis Frohnau erneut gekürzt werden. An den Tunnelbahnhöfen mit Ausnahme des Bahnhofs Friedrichstraße, der als Grenzübergang den Zugang nach Ost-Berlin ermöglichte, fuhren die Züge ab dem August 1961 ohne Halt durch.
Nach einem Streik der West-Berliner Beschäftigten der Reichsbahn 1980 wurde die Wannseebahn für den Fahrgastverkehr stillgelegt. Es fanden lediglich Betriebsfahrten zwischen dem Betriebswerk Wannsee und dem Anhalter Bahnhof statt, um die Züge der verbliebenen Nord-Süd-Strecken Heiligensee – Lichtenrade/Lichterfelde Süd austauschen zu können.
Erst nach der Übernahme der West-Berliner S-Bahn durch den Berliner Senat am 9. Januar 1984 konnte die Strecke nach intensiven Sanierungsarbeiten an den Bahnhöfen am 1. Februar 1985 wiedereröffnet werden. Zu dieser Zeit erwachte auch der Bahnhof Friedenau aus seinem Dornröschenschlaf. Der genannte Eröffnungstermin war nur zu halten, weil im Winter 1984/1985 trotz Frosttemperaturen durchgearbeitet wurde; einige Arbeiten mussten später wiederholt werden. Eine Verschiebung der Eröffnung kam jedoch angesichts der Wahlen zum Berliner Abgeordnetenhaus am 10. März 1985 nicht in Frage, da die S-Bahn-Reaktivierung in der Öffentlichkeit auf großes Interesse stieß und zum Wahlkampfthema avancierte.
Aktuell halten am Bahnhof Friedenau die S-Bahn-Züge der Linie S1, die zwischen Oranienburg und Wannsee verkehren. Während der Bauarbeiten auf der Stadtbahn Mitte der 2000er Jahre wurde die S1 für einige Zeit bis Potsdam verlängert.
Das Umfeld des Bahnhofs am Zugang der Bahnhofstraße hat sich in den 2010er Jahren positiv verändert. An der schräg gegenüberliegenden Sponholz- Ecke Baumeisterstraße befindet sich ein Restaurant mit Biergarten. Direkt neben dem Zugang entstand ein kleines Café (mit Biergarten an der Bahntrasse und Straßencafé auf dem Vorplatz). Das alte Bahnhofsgebäude von 1874 wurde saniert und dient seit 2004 für Ausstellungen und kleine Konzerte. Daneben wurde am Bahngleis im Frühjahr 2008 ein kleiner Spielplatz eröffnet.
Seit Januar 2015 erfolgt die Zugabfertigung durch den Triebfahrzeugführer mittels Führerraum-Monitor (ZAT-FM).

## Anbindung
Der Bahnhof wird von der Linie S1 der Berliner S-Bahn bedient. In rund 300 Meter Entfernung befindet sich die BVG-Haltestelle Rubensstraße/S Friedenau der Omnibuslinie 143 und 187.
| Linie | Verlauf |
| ----- | --- |
|       | Oranienburg – Lehnitz – Borgsdorf – Birkenwerder – Hohen Neuendorf – Frohnau – Hermsdorf – Waidmannslust – Wittenau (Wilhelmsruher Damm) – Wilhelmsruh – Schönholz – Wollankstraße – Bornholmer Straße – Gesundbrunnen – Humboldthain – Nordbahnhof – Oranienburger Straße – Friedrichstraße – Brandenburger Tor – Potsdamer Platz – Anhalter Bahnhof – Yorckstraße (Großgörschenstraße) – Julius-Leber-Brücke – Schöneberg – Friedenau – Feuerbachstraße – Rathaus Steglitz – Botanischer Garten – Lichterfelde West – Sundgauer Straße – Zehlendorf – Mexikoplatz – Schlachtensee – Nikolassee – Wannsee |